# Jupiter (mitologija)
Jupiter je vrhovni bog italskih naroda, kasnije izjednačen s grčkim bogom Zeusom. 

## Karakteristike
Jupiter je bog svjetla. On šalje grmljavinu i munju, zaštitnik je pravde, istine, ćudoređa, vojsku zaustavlja u bijegu i dosuđuje joj pobjedu. U povijesno je doba Jupiter Optimus Maximus glavno božanstvo Rima. Najstariji hram rimskog državnog kulta na kapitoliju posvećen je Jupiteru, Junoni i Minervi; u njemu je senat donosio odluke o objavljivanju rata, tu su se potpisivali međunarodni ugovori i vojskovođe prinosili žrtve, a pobjednički su imperatori na povratku u Rim u trijumfalnoj povorci najprije polazili u Jupiterov hram. Po Rimskom Carstvu podizani su mnogi hramovi u čast Jupitera (najčešće na brežuljcima) koji su predstavljali simbol rimske moći. U čast Jupiteru priređivale su se svake godine u rujnu ludi Romani. U carsko doba često ga u kultu identificiraju s različitim, stranim, osobito orijentalnim bogovima (Jupiter Optimus Maximus Serapis, Sabazios, Dolichenus i dr.).

## Jupiterovi epiteti
Jupiter-Amon (Jupiter i egipatski bog Amon zajedno) 
Jupiter Caelestis ("nebeski") 
Jupiter Fulgurator ("od munja") 
Jupiter Laterius ("bog Latina") 
Jupiter Lucetius ("od svjetlosti") 
Jupiter Victor ("Jupiter pobjednik") 
Jupiter Optimus Maximus ("najbolji i najveći") 
Jupiter Poeninus (Jupiter je tako štovan u Alpama) 
Jupiter Uxellinus (Jupiter, bog planina). 